# Acacia insolita
Acacia insolita é uma espécie de leguminosa do gênero Acacia, pertencente à família Fabaceae.